# Joe Hahn
Joseph Hahn (født 15. marts 1977 i Dallas, Texas), også kendt som Mr. Hahn, er DJ i det alternative rockband Linkin Park.